# Алроде
Алроде (њем. Allrode) је дио града Тале у њемачкој савезној држави Саксонија-Анхалт. Посједује регионалну шифру (AGS) 15085010.

## Географија
Насеље се налази на надморској висини од 440 метара. Површина насеља износи 17,4 km².

## Становништво
У самом мјесту је, према процјени из 2010. године, живјело 643 становника. Просјечна густина становништва износи 37 становника/km².

## Међународна сарадња
| Мјесто | Држава    | Врста сарадње | Од    |
| ------ | --------- | ------------- | ----- |
|        | Француска | контакт       | 1990. |
| Извор  |           |               |       |